# مزیو
شهر مِزیو (به فرانسوی: Meyzieu) در شهرستان رون در ناحیه رون-آلپ با جمعیت ۲۸٬۷۳۸ نفر در کشور فرانسه واقع شده‌است